# Írisz (keresztnév)
Az Írisz görög mitológiai eredetű női név, eredeti jelentése: szivárvány, újabb jelentése nőszirom (virágnév).

## Gyakorisága
Az 1990-es években igen ritka név, a 2000-es években nem szerepel a 100 leggyakoribb női név között.

## Névnapok
- március 25.[2]
- szeptember 22.[2]

## Híres Íriszek
- Írisz a görög mitológiában a szivárvány istennője.